# Bataille de Portomaggiore
La bataille de Portamaggiore se déroula le 6 avril 1395 aux abords de Portomaggiore, en province de Ferrare, entre les troupes d’Este du Conseil de Régence au nom du marquis Nicolas III d'Este, contre les forces rebelles menées par son oncle Azzo IX d'Este, prétendant à la seigneurie de Ferrare.

## Causes
À la mort du marquis Alberto V d'Este, son fils Nicolas III, encore mineur, fut désigné héritier de la seigneurie de Ferrare. Vu la situation, l’oncle Azzo IX voulait faire valoir ses propres droits en tant qu’unique héritier possible sur le marquisat d’Este et, pour répondre à l’opposition du Conseil de Régence, décida de conquérir la seigneurie par la force des armes en levant une milice composée d’aventuriers (mercenaires).

## Le conflit
L'armée d’Este, représentant le Conseil de Régence au nom du marquis, fut confiée au commandement de Astorre Ier Manfredi avec l’appui des Gonzaga, des bolonais, des florentins, des vénétiens et des Carraresi.
L’armée des rebelles d’Azzo IX était composée d’aventuriers menés par le condottiere Giovanni da Barbiano, ainsi que de nombreux paysans de Portomaggiore, Consandolo, Migliaro et Massa Fiscaglia.
Les troupes d’Este attaquèrent immédiatement à Portomaggiore les 8 000 soldats mercenaires de Azzo IX. Après plusieurs heures de bataille, le conflit s’acheva en faveur de Manfredi, obligeant ses adversaires à se réfugier à l’intérieur du château et, petit à petit, à se rendre et à être faits prisonniers avec leur chef Azzo.
Si du côté des vainqueurs les pertes en hommes furent limitées, celles des vaincus furent plus importantes avec 1 000 morts.

## Sources
- (it) Cet article est partiellement ou en totalité issu de l’article de Wikipédia en italien intitulé « Battaglia di Portomaggiore » (voir la liste des auteurs) le 27/09/2012.